# Le Breil-sur-Mérize
Le Breil-sur-Mérize település Franciaországban, Sarthe megyében. Lakosainak száma 1562 fő (2022. január 1.). Le Breil-sur-Mérize Nuillé-le-Jalais, Soulitré, Surfonds, Thorigné-sur-Dué, Ardenay-sur-Mérize, Bouloire és Saint-Michel-de-Chavaignes községekkel határos.

## Népesség
A település népességének változása:
| Lakosok száma | 1514 | 1539 | 1572 | 1542 | 1544 | 1544 | 1544 | 1560 | 1562 |
|               | 2013 | 2015 | 2016 | 2017 | 2018 | 2019 | 2020 | 2021 | 2022 |